# Portola Valley (Kalifornija)
Portola Valley je gradić u američkoj saveznoj državi Kalifornija. Prema popisu stanovništva iz 2010. u njemu je živjelo 4.353 stanovnika.